# Herança (álbum de Roupa Nova)
Herança é o sexto álbum de estúdio do grupo Roupa Nova, lançado em 1987.
O disco obteve grande sucesso, vendendo mais 1 milhão de cópias, e emplacando diversos hits, como "A Força do Amor", "De Volta pro Futuro", "Cristina" e a balada "Volta pra Mim". A música "Sexo Frágil" foi tema do filme homônimo , enquanto que a música ''Um Lugar no Mundo'', foi tema de abertura da novela Corpo Santo da Rede Manchete.

## Faixas
| N.º            | Título                                                               | Compositor(es)                           | Voz                                       | Duração |  |
| 1.             | "Volta pra Mim"                                                      | Cleberson Horsth, Ricardo Feghali        | Paulinho                                  | 4:14    |  |
| 2.             | "Sexo Frágil"                                                        | Kiko, Ricardo Feghali                    | Paulinho                                  | 3:59    |  |
| 3.             | "A Força do Amor"                                                    | Cleberson Horsth, Ronaldo Bastos         | Serginho                                  | 4:38    |  |
| 4.             | "Mágica"                                                             | Serginho, Nando                          | Serginho                                  | 4:35    |  |
| 5.             | "Na Mira do Coração"                                                 | Cleberson Horsth, Ricardo Feghali, Nando | Paulinho                                  | 2:41    |  |
| 6.             | "Herança" (Música incidental: She's Leaving Home - Lennon/McCartney) | Kiko, Ricardo Feghali                    | Serginho (participação especial : Fagner) | 3:45    |  |
| 7.             | "De Volta pro Futuro"                                                | Kiko, Tavinho Paes                       | Paulinho                                  | 4:49    |  |
| 8.             | "Um Lugar no Mundo"                                                  | Ricardo Feghali, Nando                   | Paulinho                                  | 3:47    |  |
| 9.             | "Cristina"                                                           | Serginho, Ricardo Feghali                | Serginho                                  | 3:16    |  |
| 10.            | "Latinos"                                                            | Kiko, Ricardo Feghali                    | Paulinho                                  | 3:40    |  |
| 11.            | "Tolo Ciúme"                                                         | Cleberson Horsth, Ricardo Feghali, Nando | Serginho                                  | 3:37    |  |
| 12.            | "Um Toque"                                                           | Serginho, Ricardo Feghali                | Serginho                                  | 4:39    |  |
| Duração total: | Duração total:                                                       | Duração total:                           | Duração total:                            | 47:45   |  |

## Formação da banda
- Paulinho – voz e percussão
- Serginho Herval – bateria, bateria eletrônica e voz
- Kiko – guitarra, violão e vocais
- Nando – baixo, baixo sintetizador e vocais
- Ricardo Feghali – teclados e vocais
- Cleberson Horsth – teclados, piano e vocais

## Capa
A foto da capa é uma montagem da foto original do fotógrafo estadunidense Ansel Adams "The Tetons and the Snake River (1942)".[carece de fontes?]

## Músicas temas de novelas
- "Um Lugar no Mundo", na novela Corpo Santo.

## Músicas temas de filmes
- "Um Toque", tema do filme Romance da Empregada[2]
- "Volta Pra Mim", tema do filme Romance da Empregada
- "Sexo Frágil", tema do filme Sexo Frágil[3]